# Torre de Lluc
La Torre de Lluc, també anomenada històricament Torre de Cala Mitjana, Torre del Cosconar i Torre d'en Bordils, és una torre de guaita del terme d'Escorca (Mallorca) situada al cim del morro d'en Bordils (250 msnm), entre la Cala Mitjana o Cala Porxo i Cala Codolar. Malgrat l'estat de ruïna en què es troba, està declara Bé d'Interès Cultural.
Formava part d'un extens sistema de vigilància i senyalització de tota la costa mallorquina per combatre la pirateria, i tenia la funció de rebre i enviar senyals únicament amb la Torre de la Mola de Tuent, atès que no es va construir mai una torre que permetés connectar amb el Castell de Pollença. Va ser construïda a començament del segle xvii.

## Descripció
Construïda amb pedra i morter, està conformada per un cos cilíndric amb un peu atalussat. La part inferior és massissa, i la superior és buida, amb una cambra de característiques desconegudes, ateses les condicions en què es troba. El portal d'entrada es trobava elevat, i l'accés es feia per una escala de braó. Al terrat hi havia un porxo i un matacà, i el parapet tenia quatre troneres que miraven a Cala Porxo i Cala Codolar.
Tot i que la intenció era que el sistema de torres permetés completar la connexió visual entre la costa de Pollença i la d'Escorca, en realitat la Torre de Lluc solament té visibilitat amb la Torre de la Mola de Tuent. Potser per això, malgrat que fos construïda com a torre de senyals, també albergava una peça d'artilleria. En qualsevol cas, segons que es documenta, estava situada a massa elevació per poder disparar les naus que hi pogués haver a Cala Codolar o Cala Porxo. D'altra banda, també transmetia avisos al batle de Lluc, per mitjà d'un home col·locat dalt d'una penya d'on es veia la torre.
A prop de la torre hi ha les restes de les barraques dels torrers i un aljub.

## Història
El 1600, Joan Bordils, propietari de Cosconar i Albarca, negocià amb els jurats la construcció d'una torre al Turmàs de Cosconar. Finalment, el 1606 es dugué a terme l'obra, i el 1610 ja hi havia els guardes, mentre s'esperava per construir l'aljub. Es tractava de la torre més allunyada de la civilització de tota l'illa, a més de tres hores a peu de les primeres cases, i situada en un indret exposat als llamps i els temporals. Així, la història de la torre és una lluita constant per la seva reparació i contra el seu abandonament.
El 1623, l'impacte dels llamps l'havia deixada en mal estat, i s'hagué d'adobar; però, durant les tasques de reparació, va caure i, malgrat que es demanà que es reconstruís, sembla que solament s'apedaçà. El 1647, fou necessària una nova reparació, i el 1686, com que tornava a estar en mal estat, es prengué la decisió de fer-la de nou; malgrat tot, sembla que solament s'apedaçà. El 1793 tornava a amenaçar de ruïna, i el 1848, ja desapareguda l'amenaça pirata, quan es debaté sobre la necessitat de reparar-la, hom conclogué que no era necessari. El 1867 va ser cedida al Ministeri d'Hisenda.